# Benzomorfano
Il benzomorfano, nome IUPAC 6,7-benzomorfano, è un composto chimico di formula C12H15N.
Rappresenta il punto di partenza per la sintesi di una serie di medicinali e droghe che hanno un'azione variabile sui recettori oppioidi e sigma, inclusi i seguenti composti:
- 5,9-DEHB
- 8-CAC
- Alazocina
- Anazocina
- Bremazocina
- Butinazocina
- Carbazocina
- Cogazocina
- Ciclazocina
- Dezocina
- Eptazocina
- Etazocina
- Etilchetazocina
- Fluorofen
- Gemazocina
- Ibazocina
- Chetazocina
- Metazocina
- Moxazocina
- Pentazocina
- Fenazocina
- Quadazocina
- Tiazocina
- Tonazocina
- Volazocina
- Zenazocina

Alcuni di questi agenti hanno una funzione di analgesico, inclusi pentazocina, fenazocina, dezocina e eptazocina.